# إعدامات السعودية 2022
في 12 مارس 2022، نفذت المملكة العربية السعودية إعداماً جماعياً لـ 86 رجلاً، بينهم 7 يمنيين وسوري واحد و78 مواطن سعودي بتهم تتعلق بالإرهاب واعتناق معتقدات منحرفة. وعلمت مفوضة الأمم المتحدة السامية لحقوق الإنسان أن 41 شخصًا كانوا من الأقلية الشيعية الذين شاركوا في المظاهرات المناهضة للحكومة التي دعت إلى مشاركة سياسية أكبر في الفترة 2011ء-2012ء.  واتهمت جماعات حقوق الإنسان الحكومة باعتماد لوائح تقييدية ضد التعبير الديني والمعتقدات السياسية، فضلا عن انتقاد استخدامها لعقوبة الإعدام، حتى بالنسبة للأطفال المعتقلين، واستشهدت بالإعدام باعتباره انتهاكا لحقوق الإنسان.
وتعد عملية الإعدام هي الأكبر التي يتم تنفيذها في المملكة في السنوات الأخيرة.. ولا يوجد ذكر لكيفية تنفيذ هذه الإعدامات.

## خلفية
عقوبة الإعدام هي عقوبة قانونية في المملكة العربية السعودية. ويتم تنفيذ الإعدام عادةً بقطع الرأس بالسيف، أو أحيانًا بإطلاق النار علنًا. على الرغم من توقيعها على اتفاقية حقوق الطفل، قامت المملكة العربية السعودية بإعدام المجرمين الذين كانوا أحداثًا وقت ارتكاب الجريمة حتى 26 أبريل/نيسان 2020ء. وفي يناير/كانون الثاني 2022ء، كان هناك ما لا يقل عن 43 معتقلاً مهددين بالإعدام، من بينهم 12 قاصرا.
وفي السنوات الأخيرة، نفذت المملكة عددًا من عمليات الإعدام الجماعية للمدنيين المدانين بالإرهاب، أبرزها إعدام جماعي لـ 47 مدانًا في عام 2016ء، وإعدام آخر مماثل في عام 2019.
أشارت مفوضة الأمم المتحدة السامية لحقوق الإنسان ميشيل باشيليت إلى التعريف السعودي الفضفاض للغاية للإرهاب، والذي يشمل بشكل عام الأشخاص السلميين المعارضين للحكومة الحاكمة، بالإضافة إلى أولئك الذين يعتنقون الإلحاد أو أي دين آخر غير الإسلام الوهابي.

## حدث
نفذت المملكة العربية السعودية، في 12 مارس/آذار 2022ء، حكم الإعدام في 81 رجلاً، بتهمة الولاء لمنظمات إرهابية أجنبية واعتناق معتقدات منحرفة، حسبما أفادت وكالة الأنباء السعودية في اليوم نفسه.  وقالت وزارة الداخلية في بيان لها، إن الجرائم التي ارتكبها هؤلاء الرجال تشمل الولاء للمنظمات الإرهابية الأجنبية كتنظيم الدولة الإسلامية والقاعدة وحركة الحوثيين وقتل الأبرياء. وكان 37 من الذين أُعدموا مواطنين سعوديين أدينوا بتهمة محاولة اغتيال موظفين حكوميين، وتهريب أسلحة إلى البلاد، واستهداف مراكز الشرطة والمواقع الاقتصادية الحيوية والقوافل. ولم يذكر تجمع المهنيين السودانيين كيفية إعدامهم. وبحسب تقرير وكالة الأنباء السعودية، فقد تم تزويد المتهمين بالحق في الاستعانة بمحامي وحقوقهم الكاملة بموجب القانون السعودي أثناء الإجراءات القضائية.
تم تنفيذ هذه الإعدامات الجماعية عندما ادعى ولي عهد المملكة العربية السعودية، محمد بن سلمان آل سعود، أن البلاد تقوم بإصلاح القضاء وتقييد استخدام عقوبة الإعدام في المملكة العربية السعودية. وفقًا لصحيفة نيويورك تايمز، فإن الحرب في اليمن، ومقتل جمال خاشقجي، كاتب العمود في صحيفة واشنطن بوست في القنصلية السعودية عام 2018ء، وإعدام القُصَّر، وقمع المعارضة، أحبطت جهود المملكة العربية السعودية لخلق صورة نظيفة في البلاد. السنوات الأخيرة.

## رد فعل
وأدانت جماعات حقوق الإنسان عمليات الإعدام. وقال علي الدبوسي رئيس المنظمة الأوروبية السعودية لحقوق الإنسان: إن "هذه الإعدامات هي عكس العدالة". لم تكن هناك اتهامات تستحق عقوبة الإعدام بموجب المعايير التي أعلنتها السعودية. وقد تم اتهام بعض عمليات الإعدام فقط بالمشاركة في الاحتجاجات الحقوقية. قال ولي العهد محمد بن سلمان آل سعود إن البلاد تعمل على إصلاح القضاء وتقييد استخدام عقوبة الإعدام في المملكة العربية السعودية.
في 23 ديسمبر 2022ء، ذكرت صحيفة الديلي تلغراف في رسالة إلى جيمس كليفرلي وقعها نواب الحزب بمن فيهم ديفيد ديفيس (سياسي بريطاني)، وهيلاري بن، وبيتر بوتوملي، وآندي سلوتر، وأليستير كارمايكل : أن المملكة العربية السعودية قد تنفذ عملية إعدام جماعية خلال فترة ما بعد الحرب. عيد الميلاد. نفذت المملكة عمليات إعدام خلال فترات الأعياد ورأس السنة الجديدة كما فعلت في عامي 2016 و2020 عندما أصبح من الصعب على المجتمع الدولي أن يتفاعل بسرعة.